# Condado de Pleasants
El condado de Pleasants (en inglés: Pleasants County), fundado en 1851, es uno de los 55 condados del estado estadounidense de Virginia Occidental. En el año 2000 tenía una población de 7.514 habitantes con una densidad poblacional de 172 personas por km². La sede del condado es St. Marys.

## Geografía
Según la Oficina del Censo, el condado tiene un área total de 350 km² (135,1 mi²), de la cual 339 km² (130,9 mi²) es tierra y 10 km² (3,9 mi²) (2.87%) es agua.

### Condados adyacentes
- Condado de Washington - norte
- Condado de Tyler - este
- Condado de Ritchie - sureste
- Condado de Wood - suroeste

### Carreteras
- Ruta de Virginia Occidental 2
- Ruta de Virginia Occidental 16

## Demografía
En el 2000 la renta per cápita promedia del condado era de $32,736, y el ingreso promedio para una familia era de $37,795. En 2000 los hombres tenían un ingreso per cápita de $31,068 versus $18,077 para las mujeres. El ingreso per cápita para el condado era de $16,920. Alrededor del 13.70% de la población estaba bajo el umbral de pobreza nacional.

## Ciudades y pueblos

### Comunidades incorporadas
- Belmont
- St. Marys

### Comunidades no incorporadas
- Calcutta
- Hebron
- Pine Grove